# الجعافرة العليا (عين عائشة)
الجعافرة العليا هي إحدى مشيخات المملكة المغربية، تتبع جغرافيا لإقليم تاونات وإداريًا لعين عائشة. يقدر عدد سكانها بـ 7892 نسمة حسب الإحصاء الرسمي للسكان والسكنى لسنة 2004.